# Дурная привычка (фильм, 2005)
«Дурная привычка» (англ. Thumbsucker) — американская независимая кинокомедия 2005 года, поставленная режиссёром и сценаристом Майком Миллсом по одноимённому роману Уолтера Керна.
Главные роли исполнили: Лу Тейлор Пуччи, Тильда Суинтон, Винсент Д’Онофрио, Келли Гарнер, Бенджамин Брэтт, Винс Вон и Киану Ривз.
Тильда Суинтон также выступила исполнительным продюсером картины.
Премьера фильма состоялась на кинофестивале Sundance в январе 2005 года. Он был выпущен ограниченным тиражом в Соединённых Штатах 16 сентября 2005 года.

## Сюжет
Фильм о подростке Джастине, который никак не может избавиться от привычки сосать палец.

## В ролях
| Актёр             | Роль         |
| ----------------- | ------------ |
| Лу Тэйлор Пуччи   | Джастин Кобб |
| Тильда Суинтон    | Одри Кобб    |
| Винсент Д'Онофрио | Майк Кобб    |
| Киану Ривз        | Перри Лиман  |
| Бенджамин Братт   | Мэтт Шрамм   |
| Винс Вон          | мистер Джири |
| Келли Гарнер      | Ребекка      |

## Съёмки
Первоначально продюсеры планировали снимать фильм в Ванкувере, Британская Колумбия, но производство было перенесено в Орегон после того, как губернатор Тед Кулонгоски пообещал полностью компенсировать затраты на съёмку в Канаде. Съёмки проводились летом 2003 года в столичном районе Портленда, Туалатине и Бивертоне, Шервуде, Верноние и Тигарде.

## Награды и номинации

### Награды
| Год  | Премия                                             | Номинанты и категории            |
| ---- | -------------------------------------------------- | -------------------------------- |
| 2005 | Премия 55-го Берлинского кинофестиваля             | Лучший актёр — Лоу Тэйлор Пуччи  |
| 2005 | Премия Стокгольмского международного кинофестиваля | Лучший актёр — Винсент Д’Онофрио |
| 2005 | Особая премия жюри Sundance Film Festival          | Лу Тэйлор Пуччи                  |

### Номинации
| Год  | Премия                                 | Номинанты и категории     |
| ---- | -------------------------------------- | ------------------------- |
| 2005 | Главный приз Берлинского кинофестиваля | Майк Миллс                |
| 2005 | Главный приз кинофестиваля Сандэнс     | Майк Миллс                |
| 2006 | Премия «Независимый дух»               | Лучший дебют — Майк Миллс |